# 邓晓辉
邓晓辉（1964年—），江苏金坛人，汉族，中华人民共和国政治人物、第十二届全国人民代表大会青海地区代表。
毕业于长春邮电学院通信工程专业。加入九三学社。2013年，担任全国人大代表。